# Joodse begraafplaats (Schimmert)

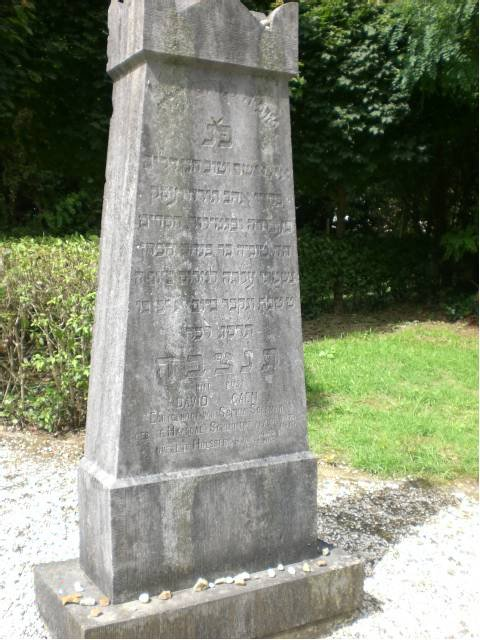
graf David Caen

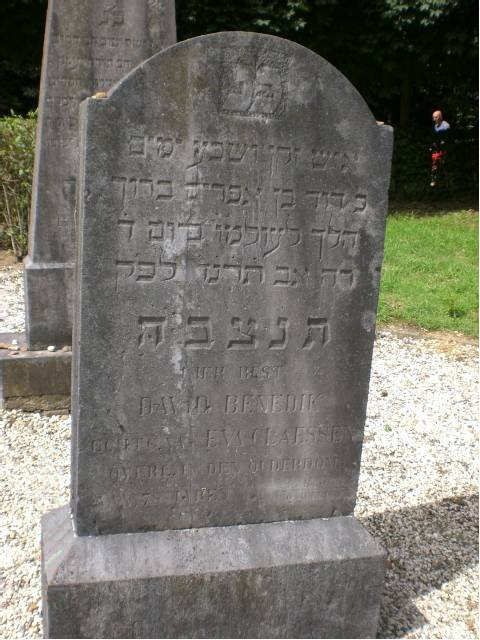
Graf van David Benedik

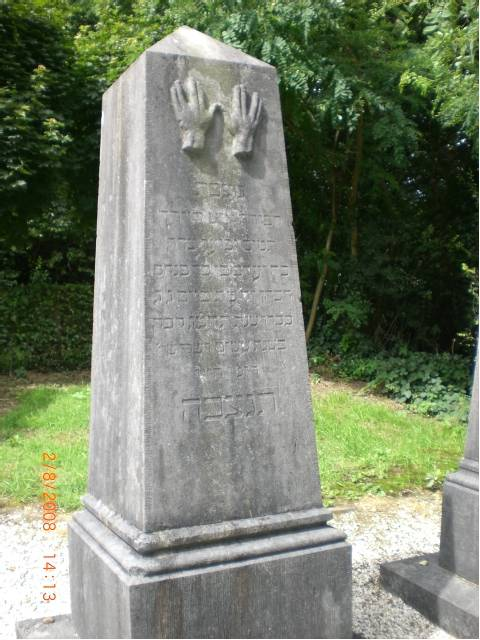
Graf van Jacob Caan voorzijde

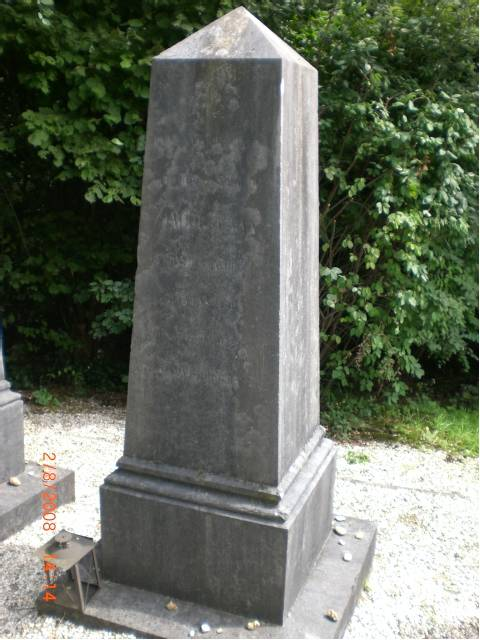
Graf van Jacob Caan keerzijde

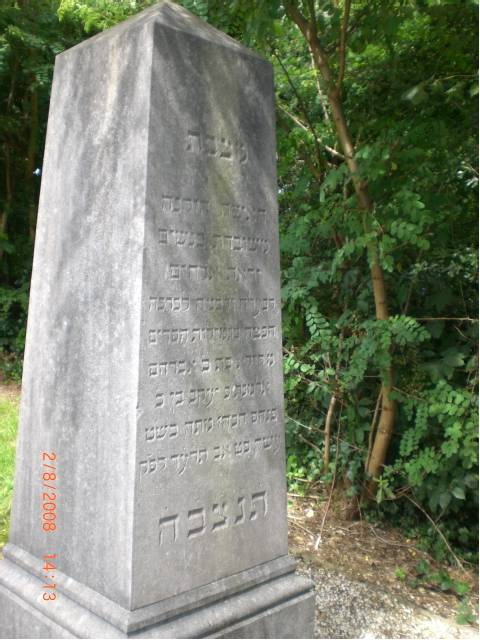
Graf van Caroline Stiel voorzijde

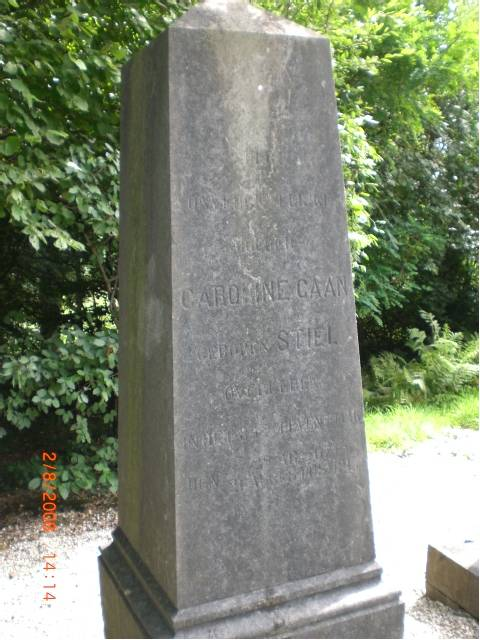
Graf van Caroline Stiel keerzijde

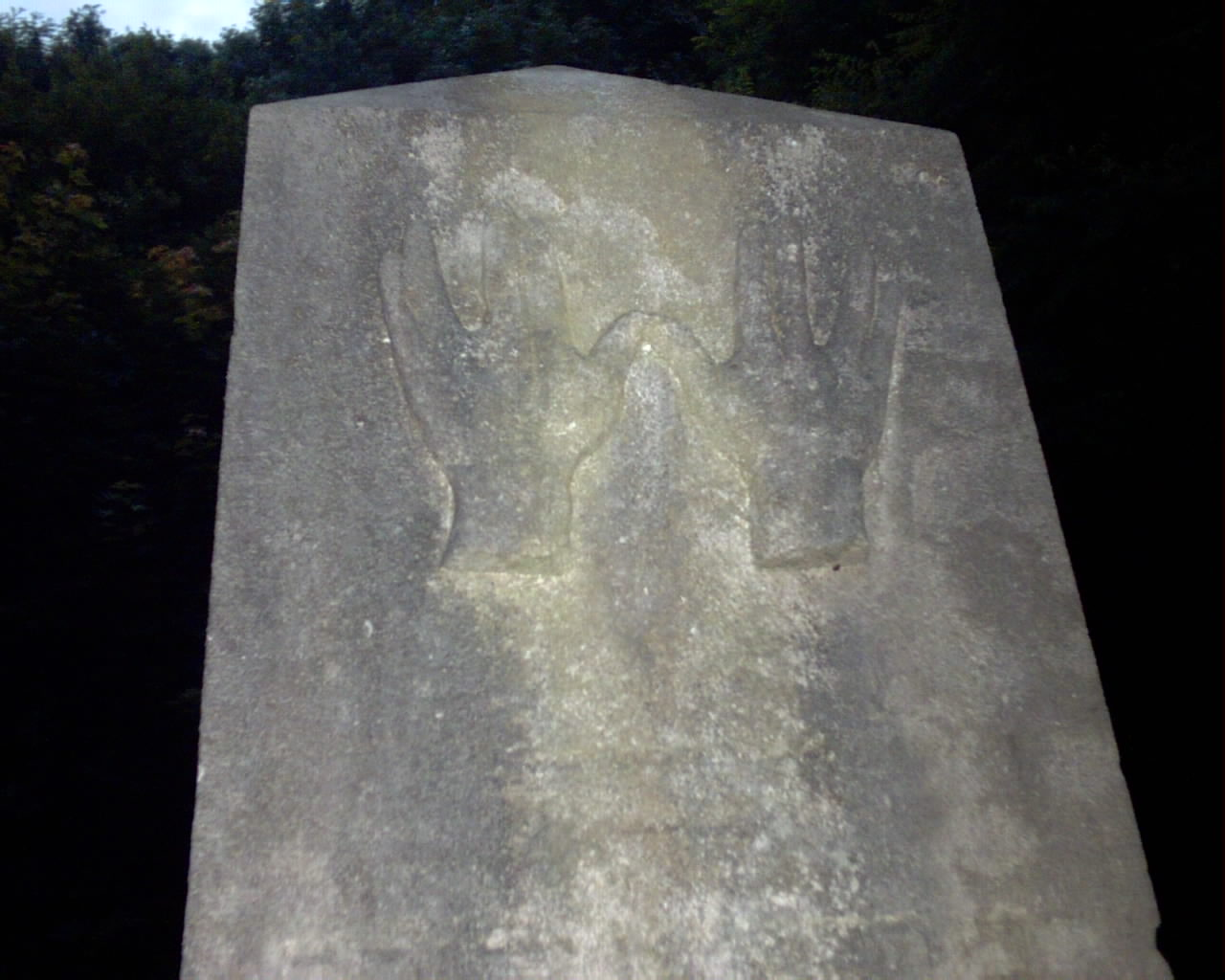
Detail van de grafsteen van Jacob Caan: zegenende handen

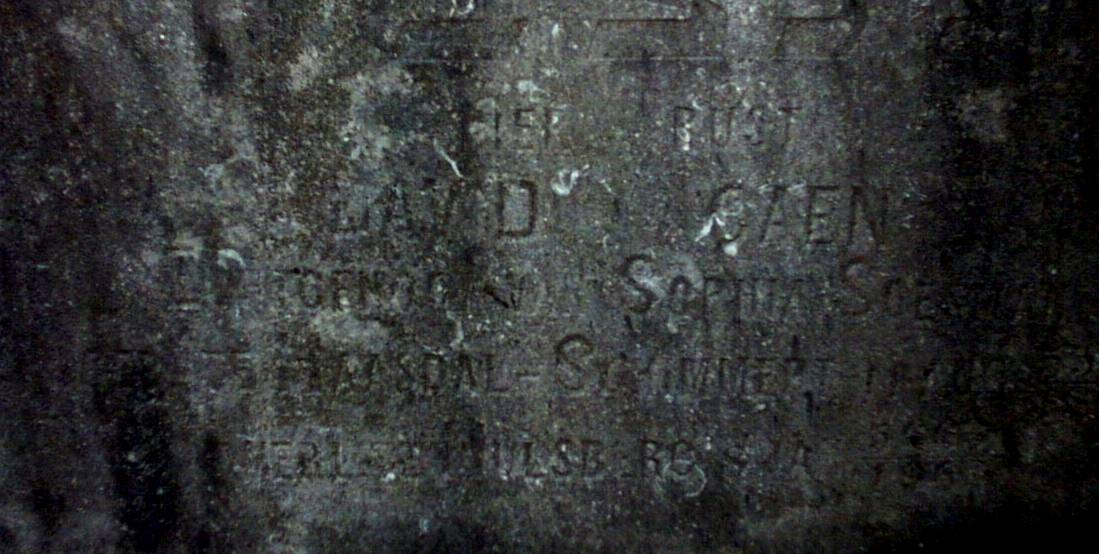
Detail van de grafsteen van David Caen

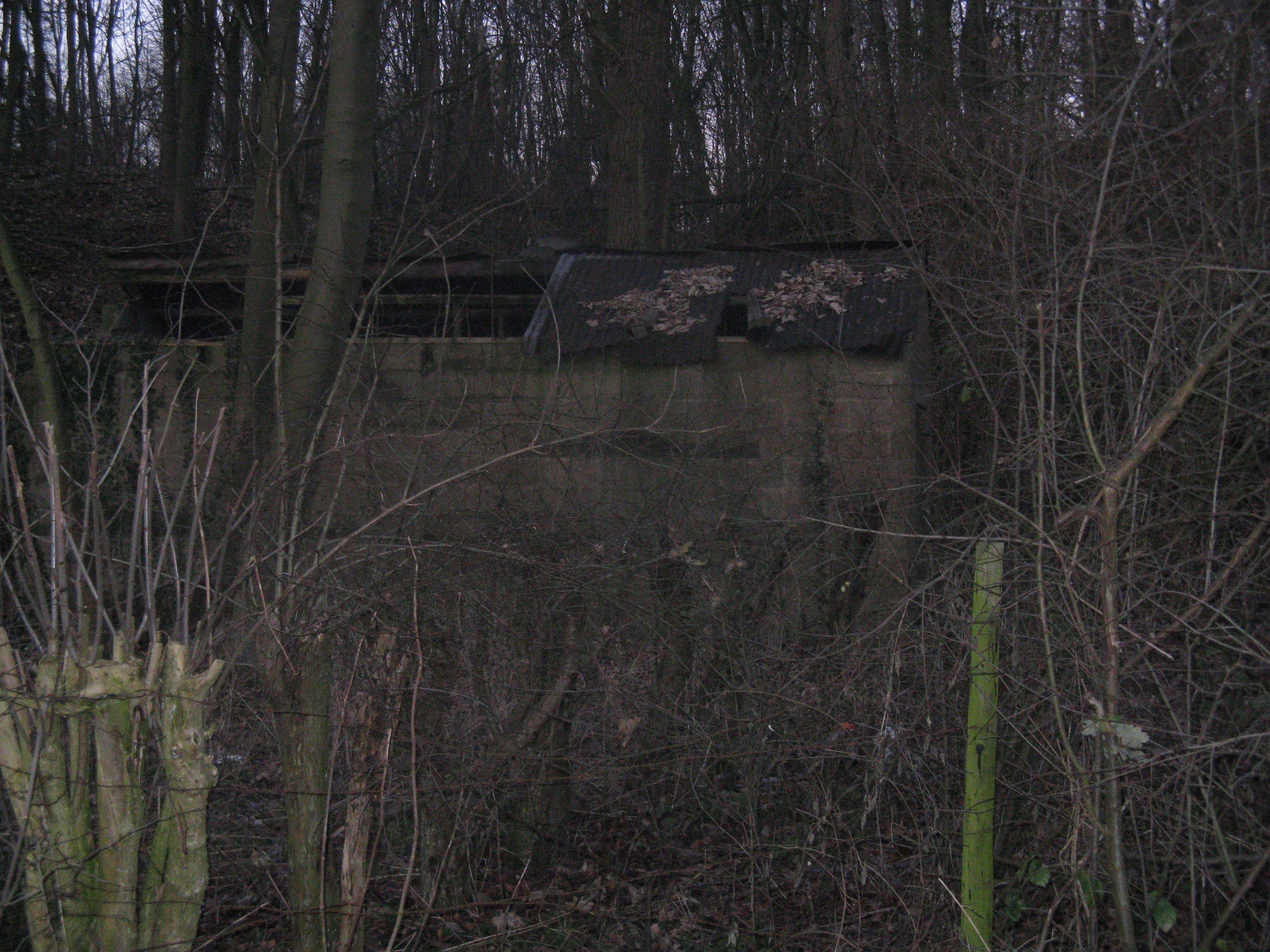
De restanten van het lijkenhuisje op de voormalige algemene begraafplaats te Schimmert

De kleine Joodse begraafplaats behorende bij het Nederlandse kerkdorp Schimmert, gemeente Beekdaelen, ligt in het gehucht Groot-Haasdal, op de Kleverberg, in het verlengde van de Kleverstraat/Kleverbergsweg, aan de rand van het Ravensbos.

## De graven
De hardstenen grafstenen dragen zowel een tekst in het Hebreeuws als in het Nederlands. Tevens staan de data op de grafstenen zowel volgens de Joodse kalender als de gregoriaanse kalender weergegeven.
De Hebreeuwse teksten beginnen allen met de tekst פנ (PN), hetgeen staat voor Po Niqbar (hier is begraven), of met de tekst פט (PT), hetgeen staat voor Po Tamoen (hier is verborgen) en eindigen met תנצבה (TNTBH), hetgeen staat voor Tijeh Nisjmato Tseroera Bitsoer Hachajim (zijn/ haar ziel gebundeld in de bundel [der zielen] des levens). Deze teksten zijn vergelijkbaar met het Latijnse R.I.P. (Requiescat in pace, oftewel: rust in vrede) op christelijke grafstenen.
De teksten op de grafstenen zijn met enige moeite nog vrij goed te lezen, maar ze zijn al duidelijk aangetast door een eeuw weer en wind. De stenen zijn erg groot en zo'n twee meter hoog.

## Begravenen
De overledenen die hier zijn begraven zijn (op de eerste foto van links naar rechts):

### David Caen
- Geboren op 11-08-1815 te Schimmert, tweede kind van tien van Zeligman Caan (later: Michel Caan) en Esther Abraham Burger.
- Gehuwd op 14-07-18.. te Schimmert, met Sophie (Sara) Lazarus Soesman (geb. 07-03-1808 Meerssen, overl. 26-12-1878 Meerssen, begraven in Meerssen) (zie ook foto rechts). Hadden 1 kind:

1. Mozes Caen, geboren op 01-08-1847 in Meerssen, overleden op 18-06-1927 in Nijmegen, 79 jaar oud. Mozes trouwde met Bertha Schlichter. Geen nageslacht. Zowel Mozes Caen als zijn vrouw Bertha Schlichter is begraven op de Joodse begraafplaats te Nijmegen aan de Kwakkenbergweg .

- Overleden op 08-01-1903 te Hulsberg, op 87-jarige leeftijd.
- Vertaling grafschrift Hebreeuws: Hier rust een rechtschapen en goed man, hij deed goed voor de armen. Gedurende zijn leven beliefde hij de Tora en deed aan godsdienstig werk en deed weldaden. Hij was Tuvia zoon van Pin'has Hacohen. Zijn ziel steeg ten hemel op donderdag 9 tevet en hij werd begraven op zondag de twaalfde van dezelfde maand 5663.
- Daaronder in het Nederlands: Hier rust David Caen, echtgenoot van Sophia Soesman, geboren te Haasdal-Schimmert 11 augustus 5575/ 1815, overleden te Hulsberg 8 januari 5663/ 1903.

### David Benedik
- Geboren 10-09-1820 te Schimmert, vijfde kind van zes van Jacques Elias Benedik[1] en Sara Jacob. Eerder was Jacques Elias Benedik gehuwd met Suzanne Isaaek Bock. Ook zij hadden samen zes kinderen.
- Gehuwd op 22-06-1862 te Urmond, met Eva Claessen (geb. 22-01-1836 Beegden, overl. 11-11-1920 Valkenburg, begraven in Valkenburg. Hadden 9 kinderen:

1. Rosette Benedik, geboren op 11-04-1862 in Schimmert, overleden op 26-11-1862 in Schimmert, 7 maanden oud.
2. Regina Benedik, geboren op 02-06-1863 in Schimmert. Gehuwd met Salomon Cohen. Geen nageslacht.
3. Sara Benedik, geboren op 23-01-1865 in Schimmert, overleden op 20-01-1928 in Rosmalen, 62 jaar oud.
4. Sophia Benedik, geboren op 28-01-1867.
5. Jacob Benedik, geboren op 27-01-1870 in Schimmert, overleden op 14-05-1943 in Sobibór, 73 jaar oud. Gehuwd met Johanna Brückheimer, hadden vier kinderen, van wie er één de Tweede Wereldoorlog overleefde door onder te duiken.[2]
6. Betta Benedik, geboren op 04-10-1871 in Schimmert.
7. Bernard Benedik, geboren op 20-02-1874 in Schimmert, overleden op 02-03-1940 in Valkenburg, 66 jaar oud, begraven in Valkenburg. Gehuwd met Mathilde Heiser, vier kinderen, allen zeer jong gestorven.
8. Jozef Benedik, geboren op 24-01-1876 in Schimmert, overleden op 14-05-1943 in Sobibór, 67 jaar oud. Gehuwd met Bertha Heijser, hadden 1 zoon (tevens omgekomen tijdens de Tweede Wereldoorlog.
9. Liza Benedik, geboren op 05-12-1877 in Schimmert, overleden op 14-05-1943 in Sobibór, 65 jaar oud.

- Beroep: koopman
- Overleden op 20-07-1898 te Schimmert, op 77-jarige leeftijd.
- Vertaling grafschrift Hebreeuws: Hier rust een oud man, verzadigd van dagen, de geëerde David zoon van Efraim Baruch, hij ging naar zijn eeuwigheid op woensdag de eerste dag av 5658.
- Daaronder in het Nederlands: Hier rust David Benedik, echtgenoot van Eva Claessen, overleden in den ouderdom van 78 jaren, 1 Av 5658/ 20 juli 1898.

### Jacob Caan
- Geboren op 20-11-1819 te Schimmert, vijfde kind van tien van Zeligman Caan (later: Michel Caan) en Esther Abraham Burger.
- Gehuwd op 06-11-1854 te Schimmert, met Caroline Stiel (geb. 23-05-1832 Eschweiler (Duitsland), overl. 29-08-1914 Schimmert, begraven in Schimmert). Hadden 10 kinderen:

1. Maurits Caan, geboren op 12-10-1855 in Schimmert. Waarschijnlijk jong gestorven.
2. Max Jacob Caan, geboren op 02-01-1857 in Schimmert. Waarschijnlijk jong gestorven.
3. Emieltje Caan, geboren op 18-08-1858 in Schimmert, gehuwd met Marcus Heumann, 2 kinderen.
4. Bernetta (Brunette, Nettchen) Caan, geboren op 28-04-1860 in Schimmert, gehuwd met Hugo Seckel, 1 kind.
5. Adelheide Caan, geboren op 28-04-1860 in Schimmert, gehuwd met Jozef Gelder, 2 kinderen.
6. Elisa Caan, geboren op 30-04-1862 in Schimmert, overleden op 25-03-1925 in Maastricht, gehuwd met Gustave Hendrik Coopman, 1 kind. Zij is begraven in Maastricht.
7. Sali Caan, geboren op 10-05-1864 in Schimmert. Waarschijnlijk jong gestorven.
8. Victor Caan, geboren op 29-03-1866 in Schimmert. Waarschijnlijk jong gestorven.
9. Amalia Caan, geboren op 16-08-1867 in Schimmert. Amalia is overleden op 03-10-1867 in Meerssen, 1 maand oud.
10. Abraham Jacob Caan, geboren op 22-09-1868 in Schimmert. Waarschijnlijk jong gestorven.

- Beroep: slager en graankoopman.
- Overleden op 14-11-1882 te Schimmert, op 62-jarige leeftijd.
- Vertaling grafschrift Hebreeuws: Grafsteen van een rechtschapen en rechtdoende man, de geëerde heer Jacob Hacohen, zoon van de geëerde heer Pin'has Hacohen zaliger, overleden op dinsdag, 3 kislew van het jaar 5643, in de leeftijd van drieënzestig jaar.
- Daaronder in het Nederlands: Den onvergetelyken echtgenoot en vader Jacob Caan overleden in het 63 levensjaar den 3 kislew 5643 14 november 1882.

### Caroline Caan
- Geboren 23-05-1832 te Eschweiler, als Caroline Stiel, enige kind van Abraham Stiel en Regina Maijer.
- Gehuwd op 06-11-1854 te Schimmert, met Jacob Caan (geb. 20-11-1819 Schimmert, overl. 16-11-1882 Schimmert, begraven in Schimmert). Hadden 10 kinderen, zie Jacob Caan.
- Overleden op 21-08-1914 te Schimmert, op 82-jarige leeftijd.
- Vertaling grafschrift Hebreeuws: Grafsteen van de bejaarde vrouw, de meest waardevolle der vrouwen, godvrezend, een zegen voor haar man en zonen, gewillig in weldadigheid, Mevrouw Keijlle, dochter van de geëerde Abraham, weduwe van de geëerde Jacob, zoon van de geëerde Pin'has Hacohen, gestorven in goede naam op de vooravond van de heilige sabbat 29 Av 5674.
- Daaronder in het Nederlands: Den onvergetelijke moeder Caroline Caan, geboren Stiel, in het 83ste levensjaar den 29e av 5674/ 21 augustus 1914

opmerkingen
Er is verwantschap tussen de familienamen Caan en Caen, alsook met Cain, Caanen, Caenen, enz. Deze namen komen allen van de naam Cohen. Dit verklaart waarom er op de grafsteen van Jacob Caan een afbeelding staat van zegenende handen.
Merk op dat David Caen en Jacob Caan met zekerheid volbloed broers waren, maar dat hun achternamen toch verschillend zijn gespeld. Waarschijnlijk was dit oorspronkelijk een foutje bij de inschrijving in het bevolkingsregister (vergelijkbaar met de schrijfwijze van de bekende achternaam Jansen dan wel Janssen.
De Joodse begraafplaats van Schimmert was een privé-bezit, hetgeen de kleine hoeveelheid begravenen verklaart. Er kan echter niet worden gesproken van een familiegraf, omdat er geen (aantoonbaar) verwantschap bestaat tussen de familie Caan en de familie Benedik.

## Is er méér?
In het artikel "een bezoek aan een klein idyllisch begraafplaatsje in het gehucht Groot Haasdal te Schimmert", schrijft de heer Snellings dat er oorspronkelijk 7 grafstenen zijn geweest. De 3 ontbrekende stenen hebben gestaan achter de graven van David Benedik, Jacob Caan en Caroline Stiel. Hier loopt de grond erg steil naar beneden en waarschijnlijk zijn de grafstenen van drie onbekende mensen van deze helling gevallen, al dan niet door toedoen van menselijk handelen.
In het artikel "de Joodse gemeenschap van Schimmert" beschrijft wijlen Harry Voncken de Joodse families van Schimmert. De oudste Joodse inwoner van Schimmert (Mozes Caan) is overleden in 1822. Het is mogelijk dat een van drie verloren grafstenen hem toebehoorde. Immers, het boek "Pinkas, geschiedenis van de joodse gemeenschap in Nederland" van J. Michman, H, Beem en D. Michman is een van de bronnen van het artikel "Stilte en Lofzang". Dit boek vermeldt “Bij het Haasdal in Schimmert hadden enkele families rond 1900 een privé-begraafplaats. Deze begraafplaats werd in 1824 als ‘zeer oud’ omschreven". Dat laatste is zeer onwaarschijnlijk. De eerste Joodse inwoner van Schimmert overleed in 1822. Hoe kan dan de Joodse begraafplaats dan al zeer oud zijn? Bedoeld wordt waarschijnlijk de algemene begraafplaats die Schimmert tot in de 20ste eeuw had. Deze lag in een voormalige kiezelgroeve, tegenover de plaats waar nu nog de Joodse begraafplaats ligt. Hier werden mensen begraven die om welke reden dan ook niet op het katholieke kerkhof mochten worden begraven. Er is nog een ruïne bewaard gebleven van een lijkenhuisje dat aan deze algemene begraafplaats was verbonden.
Op het stadsarchief van Heerlen is een brief uit 1852 bewaard gebleven, waarin ene August Burger de gemeente Schimmert verzoekt een levende haag om de begraafplaats te plaatsen, om deze af te schermen van loslopend vee en passerende wandelaars. Deze brief is het bewijs dat de Joodse begraafplaats van Schimmert reeds bestond in 1852.
Een tweede mogelijke begravene waarvan de grafsteen verloren is gegaan is de zoon van Mozes Caan, Michel Caan (de vader van David Caen en Jacob Caan). Hij overleed in 1859.
In haar artikel “Stilte en Lofzang”, schrijft Mw. Drint het volgende: "Bij het Haasdal in Schimmert bevindt zich een begraafplaats die zeker al in de eerste helft van de vorige eeuw in gebruik moet zijn geweest. Ook Joden uit Meerssen werden daar begraven". Het artikel is gepubliceerd in 1996 en met de vorige eeuw wordt dus de 19de eeuw bedoeld. Echter, de graven die thans in Schimmert te zien zijn, zijn uit de periode eind 1800, begin 1900. Bovendien komen deze mensen geen van alleen uit Meerssen (allen Schimmert, met uitzondering van Caroline Stiel, Eschweiler).
Men zou dus mogen aannemen dat op de Joodse begraafplaats van Schimmert ten minste 7 Joden zijn begraven, maar misschien zelfs nog meer. Er zijn zo'n 20 Joodse inwoners van Schimmert (allen uit de families Caan en Benedik) waarvan niet bekend is waar ze zijn begraven.

## Overige informatie
De Joodse begraafplaats in Schimmert is een Asjkenazische begraafplaats. Dit kan stellig worden gezegd voor deze begraafplaats (in tegenstelling tot vele andere Joodse begraafplaatsen in Nederland). Enerzijds door de staande grafstenen en anderzijds doordat door genealogisch onderzoek duidelijk is dat de begravenen hun oorsprong hadden in Duitsland.
Schimmert viel onder de Joodse gemeente van Meerssen. In 1947 werd Meerssen bij Maastricht gevoegd. Vandaag de dag wonen er nog maar enkele Joden in Schimmert. Het is echter onwaarschijnlijk dat zij ooit in Schimmert begraven zullen worden.
Al in de eerste helft van de vorige eeuw raakte de Joodse begraafplaats van Schimmert in de vergetelheid. Toen in 1950 hoogspanningskabels werden aangebracht, werd de begraafplaats "herontdekt".
Enkele jaren geleden is de Joodse begraafplaats van Schimmert door het NIK opgeknapt en van woekerend groen ontdaan.